# Varasdat d'Armènia
Varasdat (en armeni Վարազդատ, en llatí Varasdates, en grec antic Βαρασδάτης) va ser un rei arsàcida d'Armènia de l'any 374 al 378.

## Biografia
Va succeir el seu oncle i rei Pap d'Armènia, que va regnar des del 370 fins al 374. Segons el monjo Mesrop, el seu pare es deia Anob, i era un príncep arsàcida, un germà més gran de Pap i fill d'una altra mare. Faust de Bizanci diu que era nebot de Pap i assenyala el seu parentiu amb els arsàcides d'Armènia. El seu avi patern era el rei Àrsaces II que va governar Armènia de l'any 350 al 368 com a client de Roma. Poc se sap dels seus primers anys de regnat.

### Participació als Jocs Olímpics
Moisès de Khorèn diu a la seva Història d'Armènia, que Varasdat va participar en els Jocs Olímpics i en devia ser un dels últims participants abans no els abolís per Teodosi I el Gran l'any 393 per considerar-los pagans. Va obtenir una victòria en pugilat. Com que va regnar del 374 al 378 es creu que va participar en els Jocs a la última part de la dècada del 360. També hi ha constància del seu premi en un memoràndum que es conserva al Museu Arqueològic d'Olímpia. El rei Tiridates III d'Armènia també havia participat uns anys abans als Jocs Olímpics.

### Ascens al tron
Després de l'assassinat del seu oncle Pap, l'emperador romà Valent va enviar a Varasdat, que de jove era molt conegut per les seves qualitats físiques i per la seva intel·ligència, a ocupar el tron armeni. En aquella època, Varasdat va viure a Roma, sense que se sàpiga quan de temps hi va estar. Varasdat va començar a governar sota la regència de Musel I Mamiconi, que provenia d'una família pro-romana.
En política exterior, i després d'algunes derrotes dels romans, el rei sassànida Sapor II va reclamar o bé l'evacuació romana d'Armènia ("font constant de conflictes") o bé de la meitat oriental d'Ibèria on governava Saurmag II. Valent ho va rebutjar, però va enviar dos legats, al magister equitum, Víctor Magistrianus i a Urbici (Urbicius), dux de Mesopotàmia, davant del rei persa per discutir el tema del reconeixement del nou rei armeni i el protectorat romà a Ibèria. Van explicar a Sapor que les seves peticions eren injustes perquè els armenis tenien el dret de viure d'acord amb la seva pròpia llei, i si les tropes romanes destacades per protegir al rei d'Ibèria es veien obstaculitzades en el seu moviment, la guerra seria inevitable. Valent creia que aquesta seriosa amenaça seria suficient, ja que comptava engrossir les files dels seus auxiliars armats amb els gots, poble al que havia autoritzat recentment a instal·lar-se a Tràcia. Al seu retorn, els dos legats, però, van cometre l'error d'acceptar dues regions (l'Astianene i la Belabitene) sense l'autorització real, cosa que va oferir una nova oportunitat per negociar a Sapor.
A la fi del 376, Sapor va enviar una ambaixada dirigida per Suren a Valent, que va oferir les dues regions acceptades il·legalment pels legats romans a canvi de concessions romanes. Suren va tornar amb el missatge de què els romans es negaven a negociar i que llançarien una invasió de Pèrsia a la primavera del 377. La resposta de Sapor no va tardar: les dues regions van ser recuperades pels perses, que també van assetjar les tropes romanes a Ibèria Occidental. A principis del 377, els gots es van revoltar i Valent es va veure obligat a negociar i fins i tot a retirar les tropes d'Armènia per sufocar la revolta. Va morir el 9 d'agost del 378 a la batalla d'Adrianòpolis.

### Caiguda i desterrament
En política interior aviat van començar els conflictes entre els nobles. Bat o Simbaci Saharuní aspirava al càrrec de sparapet, i va acusar Musel Mamiconi de pretendre el tron i de participar amb els romans en l'assassinat de Pap. Varasdat va escoltar i va invitar Musel a un dinar on Bat Saharuní el va matar. L'assassí va ser nomenat sparapet. La casa dels Mamiconis va rebre com a cap a Vatxè Mamiconi. Tanmateix, dos germans de Musel, anomenats Manuel i Koms, que per raons desconegudes eren a la cort de Pèrsia (Faust de Bizanci diu que era una residència forçada) i havien participat en una campanya contra l'imperi Kuixan on els perses havien patit una greu desfeta. Aprofitant el desconcert persa per aquesta derrota, Manuel i Koms es van escapar i en arribar a Armènia, Vatxè va renunciar a favor de Manuel Mamiconi a la direcció dels Mamiconis. El nou cap va reclamar el títol de sparapet, que considerava hereditari. Els Mamiconis van aixecar els seus fidels i es van enfrontar a les forces reials i de Saharuní a Karin (Erzurum) i Manuel va posar en fugida al rei. Hemaiak i Artaxes, fills de Manuel, volien matar Varasdat però Manuel ho va impedir i el va deixar marxar. Manuel, juntament amb la vídua de Pap Zarmandukht i el seu primer fill Àrsaces III van formar un nou govern provisional aliat amb Pèrsia. Sapor II va aixecar un exèrcit de 10.000 homes a Armènia sota el comandament de Suren. Finalment, Manuel es va revoltar contra Pèrsia i va defensar la sobirania armènia contra Roma i Pèrsia durant la dècada de 380 fins a la seva mort. Els Mamiconis van exercir represàlies contra els lleials al rei, entre ells Garegin Reixtuní (cunyat d'un dels Mamiconis de nom Hamazasp, fill de Manuel), que va morir assassinat, i Bat Saharuní i el seu fill (el fill va ser executat davant del pare abans de matar-lo). Varasdat va fugir a territori romà on l'emperador el va confinar a Britànnia i on probablement va morir.
Alguns autors com Cyril Toumanoff atribueixen dos fills a Varasdat: Khosrov IV i Vram Shapuh.